# Hydrosmecta delicata
Hydrosmecta delicata är en skalbaggsart som först beskrevs av Max Bernhauer 1906.  Hydrosmecta delicata ingår i släktet Hydrosmecta och familjen kortvingar. Inga underarter finns listade i Catalogue of Life.